# El Jorullo
El Jorullo is een sintelkegel in Michoacán de Ocampo in Centraal-Mexico, 53 km ten zuidoosten van Uruapan del Progreso (ook wel bekend als het Michoacan-Guanajuato –vulkaanveld). El Jorullo heeft vier kleinere kegels die eruit ontspringen. De vulkaankraters van El Jorullo liggen op een lijn van het noordoosten naar het zuidwesten. Lava uit deze kraters bedekt negen km² rond de vulkaan. Latere erupties produceerden lava’s met hogere concentraties silica, waardoor ze dikker waren dan de eerdere lava’s met basalt en basalt-andesiet. De hoofdkrater van El Jorullo is circa 400 bij 500 meter in oppervlakte en 150 m diep. De vulkaan is 1330 m hoog.
El Jorullo is een van de twee bekende vulkanen die in Mexico zijn ontstaan in de recente geschiedenis. De tweede ontstond circa 183 jaar later en werd Paricutín genoemd naar het gelijknamige dorp dat uiteindelijk door de vulkaan werd verwoest. Paricutín ligt circa 80 km ten zuidwesten van El Jorullo.
El Jorullo ontstond op 29 september 1759. Aardbevingen vonden plaats voor zijn eerste dag van eruptie. Nadat de vulkaan begon met erupties, stopte hij gedurende 15 jaar niet. El Jorullo ontwikkelde zich niet op een graanveld zoals Paricutín, maar hij verwoestte wel een gebied dat een vruchtbare landbouwregio was geweest. El Jorullo rees 250 m boven de grond in de eerste zes weken. De erupties waren freatisch en freatomagmatisch. Ze bedekten de omgeving met kleverige modderstromen, waterstromen en asregen. Latere erupties waren magmatisch zonder modder- en waterstromen. Deze vijftien jaar durende eruptie was de enige die El Jorullo ooit had en was de langstdurende eruptie die bekend is van een kegelvulkaan. De vulkaan barstte in 1958 voor het laatst uit, bijna 200 jaar na zijn ontstaan.
Paricutín en El Jorullo ontstonden beide in een gebied dat bekendstaat om zijn vulkanen. Het gebied, dat de Trans-Mexicaanse Vulkanengordel wordt genoemd, strekt zich over uit over 1100 km van oost naar west in het zuiden van Mexico. Geologen zeggen dat de vulkanische activiteit een laag uitvloeiingsgesteente van 1830 meter dik heeft afgezet, waardoor er een hoog en vruchtbaar plateau ontstond. Gedurende de zomermaanden vormen de vochtige winden vanuit de Grote Oceaan een belemmering in dit gebied. De vruchtbare gronden hebben dit gebied echter tot de populairste regio in Mexico gemaakt.
Hoewel de regio al drie van de vier grootste steden van het land herbergt: Mexico-Stad, Puebla de los Ángeles en Guadalajara (het gebied rond Paricutín, zo’n 300 km ten westen van de hoofdstad), was het een vredig, achterafgelegen gebied dat werd bewoond door de Tarasken in de vroege jaren veertig van de twintigste eeuw. Zijn zachtglooiende landschap, in een regio die bijna geen vulkanische activiteit had meegemaakt in historische tijden, was een van de aantrekkelijkste gebieden van Mexico. Hoewel er honderden uitgedoofde vulkanen ontstonden rond de kleine valleien, is de eruptie van El Jorullo de enige die in de herinnering is overgebleven.
De vulkaan heeft een rijke flora. Passiflora jorullensis is een soort die er voorkomt. Deze passiebloem is vernoemd naar El Jorullo.